# José Villanueva
José Luis Villanueva (ur. 19 marca 1913 w dystrykcie Binondo w Manili, zm. 11 listopada 1983 w Quezon City) – filipiński bokser, brązowy medalista letnich igrzysk olimpijskich w 1932 w Los Angeles w kategorii koguciej.
Jego syn Anthony Villanueva zdobył srebrny medal w boksie w kategorii piórkowej na igrzyskach olimpijskich w 1964 w Tokio.